# Syfania
Syfania es un  género  de lepidópteros perteneciente a la familia Noctuidae. Es originario del Sudeste de Asia.

## Especies
- Syfania bieti Oberthür, 1886
- Syfania dejeani Oberthür, 1893
- Syfania dubernardi Oberthür, 1894
- Syfania giraudeaui Oberthür, 1893